# Playa Zapote
Playa Zapote är en ort i Mexiko.   Den ligger i kommunen Alvarado och delstaten Veracruz, i den sydöstra delen av landet, 300 km öster om huvudstaden Mexico City. Playa Zapote ligger 6 meter över havet och antalet invånare är 167.
Terrängen runt Playa Zapote är platt. Havet är nära Playa Zapote åt nordost.  Närmaste större samhälle är Antón Lizardo, 5,4 km nordväst om Playa Zapote. Omgivningarna runt Playa Zapote är en mosaik av jordbruksmark och naturlig växtlighet.